# Ligue chalcidienne

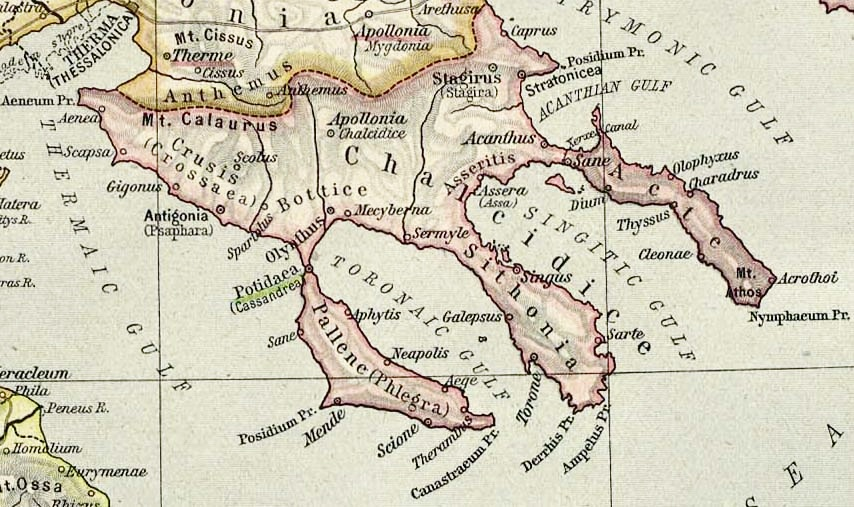
La Chalcidique à la fin du

La Ligue chalcidienne est une confédération (koinon) de cités de Chalcidique, au nord de la Grèce antique, avec pour capitale Olynthe. Considérée comme le prototype des koina grecques, cette ligue est fondée en 432 av. J.-C. à l'initiative du roi argéade, Perdiccas II, pour devenir le partenaire et en même temps la rivale du royaume de Macédoine au milieu du IVe siècle av. J.-C. Elle est dissoute en 348 après la destruction d'Olynthe par Philippe II.

## Histoire

### Origines
Depuis le VIIIe siècle av. J.-C., la Chalcidique est peuplée de colons originaires d'Eubée (la cité de Chalcis a donné son nom à la péninsule). Selon certains historiens, les Chalcidiens ne seraient pas venus d'Eubée, mais appartiendraient à une branche des Ioniens installés au Ier millénaire av. J.-C. au cours de leur migration. D'autres colons s'installent en provenance de Corinthe, d'Erétrie et d'Andros.
Lors de la seconde guerre médique, les Chalcidiens fournissent des contingents à l'armée de Xerxès, en retour le Grand Roi leur livrent en 479 la ville bottiéenne d'Olynthe, marquant le début de l'expansion chalcidienne vers l'arrière-pays. Après 478, les cités de Chalcidique rejoignent la Ligue de Délos. Mais en 432, les Chalcidiens d'Eubée, les Potidéens et les Bottiens se révoltent contre Athènes avec le soutien de Perdiccas II, roi de Macédoine, marquant la naissance de la Ligue chalcidienne. L'expansionnisme athénienne sur les rives Nord de la Mer Egée représente en effet une menace pour les poleis fondées par d'autres métropoles de la Grèce du Sud, telles Chalcis ou Corinthe. Perdiccas II persuade par ailleurs les Chalcidiens d'abandonner leurs cités côtières pour peupler Olynthe qui devient par synœcisme la cité la plus importante de Chalcidique.

### Relations avec Athènes et Sparte

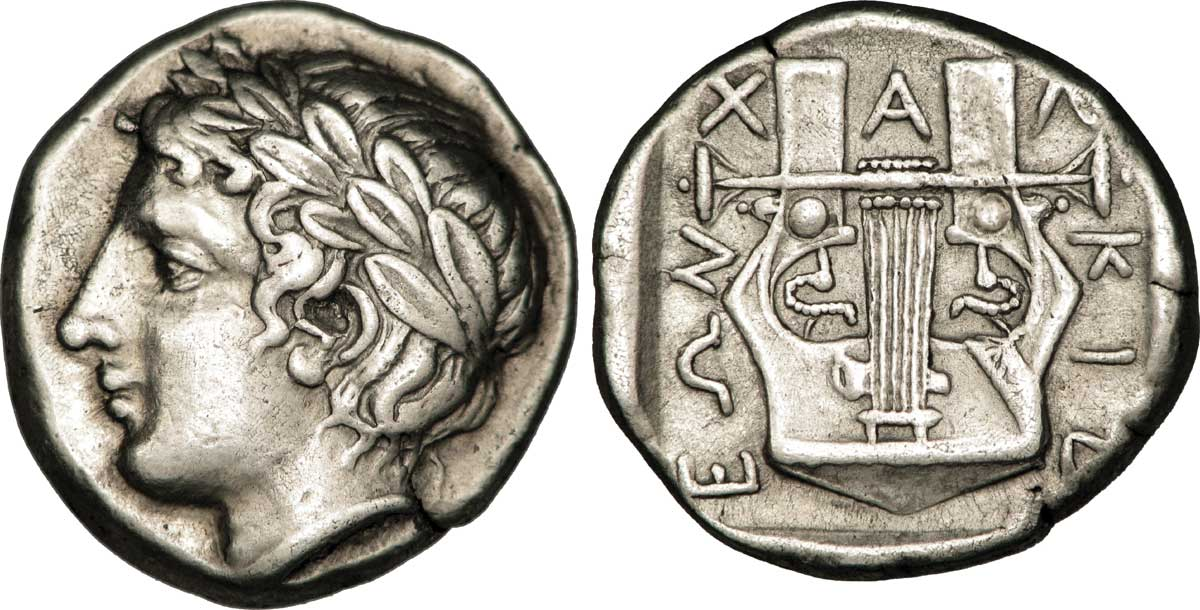
Tétradrachme de la ligue chalcidienne à l'effigie d'Apollon et de sa lyre.

La Ligue chalcidienne participe à la guerre du Péloponnèse aux côtés de Sparte qui renforce sa mainmise économique sur la région (riche en bois et en minerais) grâce à l'expédition de Brasidas en 424 av. J.-C. Elle accède à une véritable indépendance malgré la Paix de Nicias, conclue en 421, qui stipule qu'elle doit intégrer l'alliance athénienne. En 405, Lysandre chasse de la péninsule de Chalcidique les dernières garnisons athéniennes.
La Ligue chalcidienne conclut un traité avec le royaume de Macédoine au début du IVe siècle av. J.-C. sous le règne d'Amyntas III. Elle constitue une flotte importante grâce au bois de Macédoine et bénéficie de privilèges commerciaux, affirmant de la sorte ses ambitions hégémoniques sur la Grèce du Nord Amyntas III doit par ailleurs livrer, en principe temporairement, ses possessions d'Anthémonte et de Mygdonie orientale. La Ligue refuse leur restitution dix ans plus tard, tandis que les cités de Macédoine, dont Pella, rejoignent sa cause et font sécession. Mais Sparte intervient entre 382 et 379 et obtient, après la capitulation d'Olynthe, sa dissolution provisoire.

### Relations avec la Macédoine
En 370 av. J.-C., la Ligue chalcidienne se reconstitue, après s'être ralliée à Athènes, et soutient la volonté d'indépendance d'Amphipolis. Elle vient en aide à Pausanias, prétendant au trône de Macédoine. L'intervention du stratège athénien Iphicrate remet provisoirement Alexandre II sur le trône. Mais ce dernier est assassiné en 368 ; son successeur, le régent Ptolémée, est acquis à la cause de la Ligue. Perdiccas III, après avoir éliminé l'usurpateur, appelle à l'aide Athènes et entre en conflit contre la Ligue et Amphipolis, les deux alliés représentant une menace pour l'intégrité territoriale du royaume. Mais les Athéniens en profitent pour annexer Pydna et Méthone, ce qui décide Perdiccas III à changer d'alliance et à protéger Amphipolis par une garnison. La Ligue, qui craint une alliance entre Athènes et la Macédoine, traite avec Philippe II et obtient, en contrepartie d'Amphipolis, les cités d'Anthémonte et de Potidée en 357. Philippe II prend ensuite Amphipolis, Pydna et Méthone, chassant les Athéniens de la région. La Ligue Chalcidienne, « alliée » de la Macédoine, est à cette date la seule rivale du royaume argéade en Grèce du Nord.
Craignant que Philippe II ne s'empare de son territoire, la Ligue finit par conclure une alliance avec Athènes. Le roi macédonien détruit alors complètement Olynthe et Stagire en 348. Démosthène, dans son introduction aux Olynthiennes, prononcée à l'été 349 quelques mois avant sa destruction, a demandé en vain l'intervention d'Athènes pour venir au secours d'Olynthe. Leurs habitants, réduits en esclavage, sont dispersés en Thrace et en Macédoine ; tandis que les autres cités sont asservies tout en conservant pour certains d'entre elles une forme d'autonomie. Les territoires de la Ligue, intégrés au royaume de Macédoine, sont offerts aux Compagnons du roi (hétaires) ou à des colons macédoniens. Au temps des diadoques, des cités nouvelles sont fondées en Chalcidique comme Cassandréia et Ouranoupolis.
En détruisant la Ligue chalcidienne et en rasant sa capitale, Philippe II cherche à réduire l'attraction qu'elle exerce sur les élites « progressistes » macédoniennes.

### Fonctionnement des institutions
Les cités de la Ligue chalcidienne forment un véritable ethnos tout en bénéficiant des avantages des institutions civiques : une citoyenneté commune, le droit de mariage et de propriété sur tout le territoire de la Ligue, des revenus communs, des droits de douane fédéraux, un système commun de taxation locale, une monnaie commune, un calendrier commun, une armée commune, des magistratures communes (y compris des prêtres fédéraux). Dans le même temps, chaque cité conserve l'essentiel de ses lois et de ses magistrats, ces derniers ayant à leur tête un épistate fédéral.